# Dammersfeldkuppe
Die Dammersfeldkuppe im bayerischen Landkreis Bad Kissingen und hessischen Landkreis Fulda ist mit 927,9 m ü. NHN nach der Wasserkuppe (950 m; Hessen) und vor dem Kreuzberg (927,8 m; Bayern) der zweithöchste Berg der Rhön, einem Mittelgebirge in Bayern, Hessen und Thüringen (Deutschland). Sie ist der höchste Gipfel von Unterfranken.

## Geographie

### Lage
Die Dammersfeldkuppe liegt innerhalb der Hohen Rhön im Biosphärenreservat Rhön. Ihr Gipfel befindet sich in Bayern rund 200 m südöstlich der Grenze zu Hessen – 6,4 km östlich von Motten und 4,2 km nordwestlich von Wildflecken (in Bayern) sowie 3,8 km südsüdwestlich von Rommers und 3,4 km südöstlich von Dalherda (beides Ortsteile von Gersfeld in Hessen).
In Richtung Norden leitet die Landschaft zu den Ottersteinen (821,3 m) über, nach Ostnordosten über Rabenstein (845 m) und Beilstein (864,6 m) zum Eierhauckberg (909,9 m), nach Osten zum Rückberg (ca. 870 m), nach Süden zum Steinküppel (ca. 746 m), nach Westsüdwesten zum Ehrenberg (671,3 m) und nach Nordwesten über die Dreifeldskuppe (832 m) zur Dalherdakuppe (800,6 m) über.

### Naturräumliche Zuordnung
Die Dammersfeldkuppe gehört in der naturräumlichen Haupteinheitengruppe Osthessisches Bergland (Nr. 35), in der Haupteinheit Hohe Rhön (354) und in der Untereinheit Südliche Hohe Rhön (354.0) zum Naturraum Dammersfeldrücken (354.00). Ihre Landschaft fällt nach Norden in der Haupteinheit Vorder- und Kuppenrhön (353) und in der Untereinheit Kuppenrhön (353.2) in den Naturraum Milseburger Kuppenrhön (353.21) ab.

### Rhein-Weser-Wasserscheide
Über die Dammersfeldkuppe verläuft die Rhein-Weser-Wasserscheide. An den nördlichen Flanken des Bergs entspringen zum Beispiel mit dem Gichenbach Zuflüsse der Schmalnau, deren Wasser über die Fulda in die Weser fließen, an seiner Südflanke die Kleine Sinn, der bayerische Name der Schmalen Sinn, deren Wasser über Sinn, Fränkische Saale und Main dem Rhein zufließen.

## Schutzgebiete
Auf dem Nordteil der Dammersfeldkuppe liegen Bereiche des hessischen Fauna-Flora-Habitat-Gebiets Haderwald (FFH-Nr. 5525-352; 17,9486 km² groß) und auf dem Südteil solche des FFH-Gebiets Bayerische Hohe Rhön (FFH-Nr. 5526-371; 192,6059 km²). Im Norden befinden sich Teile des Vogelschutzgebiets (VSG) Hessische Rhön (VSG-Nr. 5425-401; 360,8013 km²) und im Süden solche des VSG Bayerische Hohe Rhön (VSG-Nr. 5526-471; 190,2908 km²).

## Truppenübungsplatz Wildflecken
Die Dammersfeldkuppe liegt innerhalb des 70 km² großen Truppenübungsplatzes Wildflecken, der von den Naturparks Bayerische Rhön und Hessische Rhön umgeben ist. Eingerichtet wurde das militärische Sperrgebiet 1938 von der Wehrmacht. Nach dem Zweiten Weltkrieg diente der Truppenübungsplatz vorübergehend der US-Armee. Gegenwärtig wird er gemeinsam von der Bundeswehr und ihren NATO-Alliierten genutzt. Aufgrund des Sperrgebiets ist die Kuppe normalerweise für die Öffentlichkeit gesperrt. Eine Tradition jedoch, welche die Bundeswehr nach dem Abzug der amerikanischen Streitkräfte (1994) fortsetzt, sind die einmal jährlich am letzten Juli-Wochenende stattfindenden Volkswandertage durch das militärische Sperrgebiet. Dabei besteht während des Volksmarsches die Möglichkeit, das sonst unzugängliche Gelände und die Bergkuppe auf vorgeschriebenen Wegen zu erwandern. Der eigentliche Gipfel ist jedoch, da Artillerie-Zielgebiet, aus Sicherheitsgründen nicht besteigbar.